# Daniel Quintero Calle
Daniel Quintero Calle (Medellín, 26 de julio de 1980) es un político, ingeniero electrónico y empresario colombiano. Fue alcalde de Medellín entre 2020 y 2023, tras ganar las elecciones locales de 2019 como candidato independiente. Su administración se caracterizó por una postura crítica frente a los sectores tradicionales de la política antioqueña, el impulso a una agenda de transformación digital y educativa, así como por diversas controversias políticas e institucionales.
Quintero es ingeniero electrónico de la Universidad de Antioquia, con estudios en finanzas en la Universidad de los Andes y una maestría en administración de empresas de la Escuela de Negocios Questrom de la Universidad de Boston. Antes de su carrera política, se desempeñó como emprendedor en el sector tecnológico y fundador de la empresa Intrasoft. Entre 2015 y 2016 fue viceministro de Economía Digital del Ministerio de Tecnologías de la Información y las Comunicaciones.
En 2019 fundó el movimiento ciudadano Independientes, desde el cual alcanzó la alcaldía de Medellín. Durante su gestión impulsó proyectos como el Valle del Software, la expansión del programa Buen Comienzo y la implementación del Metro de la 80. Su mandato estuvo marcado por enfrentamientos con el gobierno nacional, tensiones con el Concejo Municipal y la suspensión temporal del cargo en 2022 por parte de la Procuraduría General de la Nación, a raíz de su supuesta participación indebida en política electoral.
El 9 de noviembre de 2023, Daniel Quintero anunció oficialmente su candidatura a la presidencia de Colombia para las elecciones de 2026. En su declaración pública, se presentó como una alternativa joven, con experiencia en tecnología y comprometida con la lucha contra la corrupción. Posteriormente, en marzo de 2025, lanzó su campaña presidencial como independiente, basada en la recolección de firmas, aunque manifestó su respaldo a los candidatos del Pacto Histórico al Congreso. Su propuesta incluye la convocatoria a una Asamblea Nacional Constituyente en 2026 como parte de un proceso de «reseteo institucional».
Aunque no está afiliado formalmente a un partido político, Daniel Quintero ha manifestado afinidad ideológica con el Pacto Histórico y ha participado en espacios de articulación con sus líderes. Por ejemplo, se reunió con figuras como Francia Márquez y Carlos Caicedo para explorar posibilidades de unidad progresista en 2025, actuando como parte de un frente más amplio del petrismo, aunque con identidad política propia.
Desde el ámbito organizativo, Quintero ha respaldado públicamente el fortalecimiento del movimiento Fuerza Ciudadana a nivel nacional, sin figurar como su fundador ni como directivo formal. En 2022 respaldó públicamente las solicitudes de reconteo de votos presentadas por sectores del Pacto Histórico y Fuerza Ciudadana, en medio de denuncias sobre presuntas irregularidades electorales.

## Biografía
Daniel Quintero Calle nació el 26 de julio de 1980 en Medellín y creció en el barrio Tricentenario, una zona tradicional de la comuna 5 Castilla. Es el segundo de tres hermanos. Su padre, Orlando Quintero, era mecánico de carros y conductor, y su madre, Estela del Carmen Calle, administradora de un hogar infantil. Esta falleció cuando él tenía catorce años, hecho que ha descrito como decisivo en su vida.
Cursó su formación básica en instituciones públicas. A los 17 años ingresó a la Universidad de Antioquia para estudiar ingeniería electrónica, carrera que completó hacia 2004.
Posteriormente, orientó su formación hacia las finanzas y los negocios: realizó una especialización en finanzas en la Universidad de los Andes, cursó un diplomado en administración de finanzas públicas en la Escuela Harvard Kennedy, y obtuvo una maestría en administración de empresas en la Universidad de Boston.
Durante su época universitaria atravesó condiciones de precariedad económica, lo que lo llevó a trabajar como vendedor ambulante, en soporte técnico y en desarrollo de software. Está casado con Diana Osorio, comunicadora social, con quien tiene dos hijas. Se ha declarado creyente sin adscripción religiosa explícita y ha expresado interés por el desarrollo humano, la educación tecnológica y la innovación social como ejes de su proyecto personal y político.

## Carrera profesional
Antes de su vinculación a cargos gubernamentales, Daniel Quintero trabajó como contratista para Empresas Públicas de Medellín –EPM–, desempeñándose en áreas relacionadas con el desarrollo tecnológico. Esta experiencia lo acercó a dinámicas institucionales del sector público desde una perspectiva técnica.
Daniel Quintero Calle inició su trayectoria profesional en el sector tecnológico. En 2005 fundó la empresa de software Intrasoft S. A. S., una empresa de servicios informáticos orientada al desarrollo de soluciones para pequeñas y medianas empresas, así como para entidades públicas y privadas. Bajo su dirección, la compañía prestó servicios al Ministerio de Defensa Nacional de Colombia, la Policía Nacional de Colombia, la Registraduría Nacional del Estado Civil, entre otras instituciones, en áreas como desarrollo de aplicaciones, análisis de datos y automatización de procesos. En paralelo, lideró varios emprendimientos en el sector de software y tecnología. Participó en iniciativas como TecnoParque del SENA. También promovió el proyecto Espacio en Blanco, una iniciativa empresarial enfocada en innovación social.
En julio de 2016 fue nombrado viceministro de economía digital en el Ministerio de Tecnologías de la Información y Comunicaciones –MinTIC–, durante el gobierno Juan Manuel Santos, donde lideró iniciativas para acelerar la transformación digital del Estado, fomentar la alfabetización digital y facilitar el acceso de la ciudadanía a tecnologías emergentes. Durante su gestión, se promovieron políticas públicas orientadas a la conectividad rural, la digitalización de trámites estatales y el impulso a industrias de software y contenidos digitales. En diciembre de 2017 presentó su renuncia al cargo para unirse a la campaña presidencial de Humberto de la Calle como coordinador de juventudes y temas digitales.
Durante esta etapa mantuvo vínculos con causas sociales y educativas, en especial en lo relativo al acceso a la tecnología y la promoción del emprendimiento juvenil. Aunque no pertenecía aún a estructuras partidistas, su discurso y trayectoria apuntaban a una articulación entre desarrollo económico y transformación social.

## Carrera política
Daniel Quintero inició su trayectoria política dentro de un partido tradicional. En 2007 aspiró al Concejo de Medellín con el aval del Partido Conservador Colombiano, sin obtener un escaño. Posteriormente se postuló de manera independiente al mismo cargo, nuevamente sin éxito. En 2012 creó la Fundación Piensa Verde, una organización ambientalista enfocada en la promoción de valores ecológicos y la participación ciudadana, con la que lideró campañas de siembra de árboles y movilizaciones juveniles en favor del medioambiente.
En 2013 fue uno de los impulsores del llamado Partido del Tomate, una agrupación ciudadana satírica que surgió como forma de protesta frente a los partidos tradicionales y las prácticas clientelistas en la política colombiana. Junto con otros jóvenes como Juan Carlos Upegui Vanegas, promovió acciones simbólicas, candidaturas de broma y una agenda de transparencia política, especialmente en redes sociales y espacios universitarios.
Posteriormente, asumió la dirección de iNNpulsa Colombia, la agencia estatal adscrita al Ministerio de Comercio, Industria y Turismo encargada de promover el emprendimiento y la innovación en el país. Desde esa posición impulsó políticas de fortalecimiento a empresas emergentes, facilitación de acceso a capital de riesgo y apoyo a las pequeñas empresas de base tecnológica.
En 2015 se vinculó al Gobierno Nacional como Alto Consejero Presidencial para la Transparencia, bajo la administración de Juan Manuel Santos.
En 2016, fue nombrado Viceministro de Economía Digital en el Ministerio de Tecnologías de la Información y las Comunicaciones de Colombia, cargo desde el cual impulsó programas como Computadores para Educar y promovió el desarrollo de aplicaciones tecnológicas públicas.
En mayo de 2018 renunció a su cargo tras manifestar diferencias con las directrices del gobierno del presidente Juan Manuel Santos frente al proceso de paz, declarándose «inconforme con las incoherencias del Ejecutivo».
En 2019 impulsó el movimiento Independientes, con el que se inscribió como candidato a la Alcaldía de Medellín mediante firmas. Su aspiración fue respaldada por sectores ciudadanos y por algunos líderes vinculados a sectores alternativos.
Durante este periodo, mantuvo un discurso crítico frente a los partidos tradicionales y promovió una narrativa basada en la «independencia» frente a las maquinarias políticas. Su campaña representó una ruptura con el bipartidismo local y consolidó una base de liderazgo ciudadano que derivó en una nueva estructura política propia.

## Campaña electoral de 2019
La campaña electoral de Daniel Quintero Calle en 2019 se presentó como una alternativa ciudadana sin respaldo de las maquinarias políticas tradicionales ni del empresariado regional. Aunque no se publicaron reportes detallados sobre sus ingresos y gastos de campaña, su estrategia se centró en redes locales de apoyo y aportes ciudadanos, sin la vinculación formal con grandes grupos empresariales. Las principales controversias sobre el manejo de recursos se registraron una vez asumió la Alcaldía, sobre todo por el uso del fondo fijo 067 del despacho, lo que derivó en investigaciones disciplinarias y fiscales por parte de la Procuraduría y la Contraloría General de Medellín.
El 7 de febrero de 2019, Daniel Quintero Calle anunció su candidatura a la Alcaldía de Medellín mediante el movimiento significativo de ciudadanos «Independientes», iniciando la recolección de firmas para avalar su postulación por fuera de los partidos tradicionales. Independientes logró reunir más de 50 000 firmas válidas según datos de la Registraduría, lo que permitió formalizar su aspiración electoral fuera del sistema de partidos tradicionales.
Su campaña se posicionó como una alternativa ciudadana desde un enfoque programático centrado en la lucha contra la corrupción, el fortalecimiento de la educación pública, la inclusión social y la modernización digital de Medellín. Presentó su propuesta bajo lemas como «el futuro nos une» o «vamos a unir a Medellín», que reforzaban su imagen de independiente frente al uribismo y a las maquinarias políticas tradicionales. En entrevistas previas a la votación, enfatizó la necesidad de una Medellín más equitativa, con gobernanza basada en tecnología, oportunidades educativas y programas sociales inclusivos.
Durante la contienda electoral, se destacó por su capacidad para posicionarse en redes sociales y por mantener distancia de las maquinarias tradicionales de la ciudad. Aunque en un inicio fue considerado como un candidato con pocas opciones, fue ganando terreno en encuestas y debates públicos. Diversos analistas señalaron que su discurso de «renovación» y su perfil técnico calaron en sectores críticos de la hegemonía política conservadora de Medellín.
Daniel Quintero Calle fue elegido alcalde de Medellín en las elecciones del 27 de octubre de 2019, con 303 420 votos, equivalentes al 38,56 % del total. Su principal contendor, Alfredo Ramos (Centro Democrático), obtuvo el 29,88 %, mientras que Santiago Gómez, exsecretario de la administración de Federico Gutiérrez, alcanzó el 12,09 %. Fue la primera vez en décadas que un candidato sin respaldo directo de los partidos tradicionales o del empresariado antioqueño alcanzaba la Alcaldía de la ciudad.

### Financiamiento de campaña
La candidatura fue inscrita a través del Grupo Significativo de Ciudadanos Independientes, una agrupación política de carácter ciudadano que se presentó por fuera de los partidos tradicionales.

#### Ingresos y gastos de campaña
No se encuentran disponibles reportes públicos oficiales detallados sobre ingresos y gastos de la campaña ante el Consejo Nacional Electoral. Durante las elecciones de 2019, solo el 8,7 % de los candidatos a alcaldía presentó informes completos en el aplicativo Cuentas Claras, según datos de la Misión de Observación Electoral –MOE–, evidenciando una baja transparencia en rendición de cuentas. Según análisis de medios como La Silla Vacía, la campaña de Independientes se sustentó principalmente en donaciones individuales, aproximaciones a pequeños empresarios y redes ciudadanas locales, más que en contribuciones de grandes organizaciones o partidos tradicionales.

#### Principales donantes
No se ha publicado un listado oficial con los nombres de los donantes de la campaña. No obstante, distintos análisis periodísticos y académicos coinciden en señalar que la campaña no contó con respaldo de grandes grupos empresariales, como el Grupo Empresarial Antioqueño, y que los aportes provinieron mayoritariamente de sectores ciudadanos y pequeños empresarios locales.

#### Contrataciones vinculadas a donantes
No se han identificado públicamente casos de donantes de la campaña de Daniel Quintero Calle que hayan recibido contratos, cargos o beneficios directos durante su administración como alcalde de Medellín 2020–2023. Hasta la fecha, no existe evidencia documentada que vincule la financiación de su campaña con decisiones posteriores en materia de contratación pública.

#### Resumen general
| Elemento                         | Observaciones                                                                           |
| -------------------------------- | --------------------------------------------------------------------------------------- |
| Ingresos declarados              | No reportados públicamente; financiación mediante donaciones ciudadanas y redes locales |
| Gastos electorales               | No documentados de forma oficial ante el CNE                                            |
| Fuente principal de financiación | Aportes de independientes; sin respaldo de grandes grupos empresariales                 |
| Contratación a donantes          | No se encontraron casos reportados                                                      |

## Alcaldía de Medellín (2020–2023)

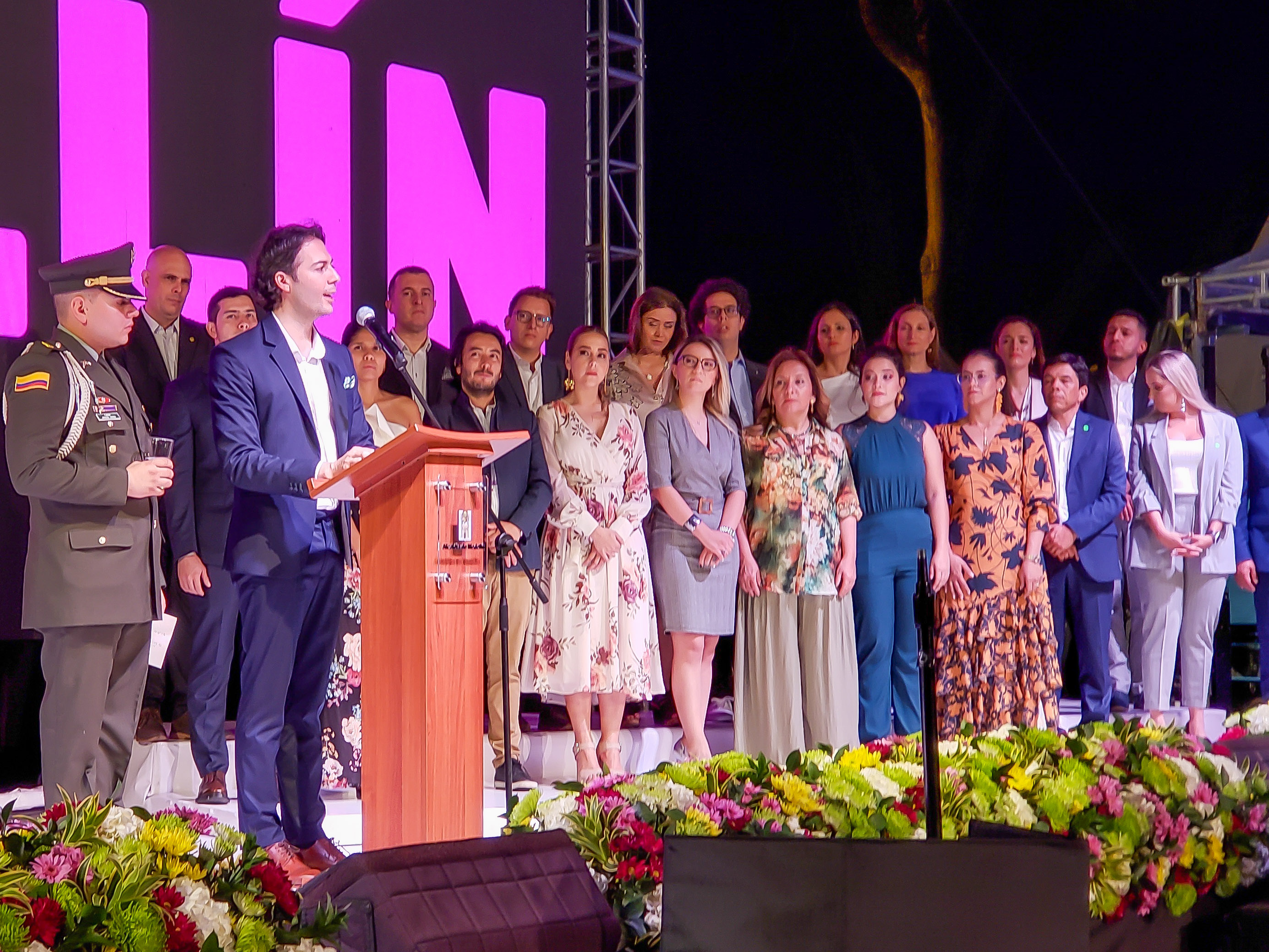
Quintero y su gabinete durante la ceremonia de posesión como alcalde

Daniel Quintero Calle fue candidato a la Alcaldía de Medellín por el grupo significativo de ciudadanos Independientes, inscrito mediante recolección de firmas.
Se presentó como una opción independiente frente a los partidos tradicionales, centrando su discurso en la defensa de lo público, la transparencia y la lucha contra la corrupción. Durante la campaña declaró que no representaba una postura de izquierda ni de derecha, sino una visión ciudadana.
Fue elegido alcalde el las elecciones locales de Medellín de 2019 con 303 420 votos (38,56 %), en unas elecciones marcadas por la fragmentación del voto. Superó a Alfredo Ramos Maya (233 105 votos, 29,88 %) del Centro Democrático; a Santiago Gómez (95 163 votos), exsecretario de gobierno del entonces alcalde Federico Gutiérrez, respaldado por el grupo significativo de ciudadanos Seguimos contando con vos; a Juan David Valderrama (22 738 votos, Todos Juntos); Beatriz Rave (14 254 votos, Partido Alianza Verde); y Víctor Correa Vélez (10 119 votos, Polo Democrático).
| Candidato(a)          | Grupo o partido                    | Votos   | Porcentaje |
| --------------------- | ---------------------------------- | ------- | ---------- |
| Daniel Quintero Calle | Independientes (G.S.C.)            | 303 420 | 38,56 %    |
| Alfredo Ramos Maya    | Centro Democrático                 | 233 105 | 29,88 %    |
| Santiago Gómez        | Seguimos Contando con Vos (G.S.C.) | 95 163  | 12,10 %    |
| Juan David Valderrama | Todos Juntos (G.S.C.)              | 22 738  | 2,89 %     |
| Beatriz Rave          | Partido Alianza Verde              | 14 254  | 1,81 %     |
| Víctor Correa Vélez   | Polo Democrático Alternativo       | 10 119  | 1,29 %     |

El triunfo de Quintero fue interpretado por diversos analistas como una ruptura con la continuidad de gobiernos cercanos al uribismo en Medellín, vigente desde 2004. Su campaña fue percibida como una apuesta contra el poder político-empresarial tradicional de la ciudad.

### Plan de gobierno y promesas de campaña
Durante su campaña a la Alcaldía de Medellín en 2019, Daniel Quintero presentó una propuesta bajo el lema «El futuro se parece a nosotros», centrada en la transformación digital, la educación y la equidad. A través del movimiento cívico Independientes, planteó una narrativa de independencia frente a los partidos tradicionales y se definió a sí mismo como una opción alejada tanto de la izquierda como de la derecha.
Su plan de gobierno fue inscrito oficialmente ante la Registraduría Nacional del Estado Civil bajo el nombre «Medellín Futuro» y tuvo como ejes temáticos principales la educación, la innovación, el desarrollo económico con justicia social y la defensa del patrimonio público.
Entre sus principales promesas destacaron:
- La creación de una red de internet pública gratuita y universal, con énfasis en zonas marginadas.[50]
- El fortalecimiento del ecosistema de economía digital y software como motor de empleo para jóvenes.[50]
- Una apuesta por la matrícula cero para estudiantes de estratos bajos y medios en instituciones de educación superior públicas. Se promovió un Acuerdo Municipal que garantizó educación gratuita en universidades públicas de Medellín y Antioquia, beneficiando inicialmente a más de 41 000 estudiantes y con una proyección de cubrir hasta 500 000 para 2032.[52][53]
- La transformación de Medellín en una ciudad inteligente y sostenible, con infraestructura tecnológica en salud, educación y movilidad.[50]
- La implementación de un metro subterráneo, una promesa que generó debates por su viabilidad técnica y financiera. La propuesta fue incluida en su Plan de Desarrollo y documentada en estudios apoyados por convenios entre el Metro de Medellín, la administración municipal y el Área Metropolitana.[54]
- El impulso a una transición energética local, con la promoción de sistemas solares, movilidad eléctrica y eficiencia en el uso de los recursos naturales.[50]
- La defensa del patrimonio público, particularmente de Empresas Públicas de Medellín –EPM–, y la exigencia de responsabilidades en la gestión del proyecto Hidroituango. Quintero planteó demandar a los contratistas involucrados, argumentando que los costos de la contingencia no deberían recaer sobre los ciudadanos sino sobre los responsables.[55]

## Gestión como alcalde de Medellín (2020–2023)

### Estructura administrativa y nombramientos
Durante su mandato, Daniel Quintero promovió una reorganización institucional orientada a fortalecer áreas estratégicas como la tecnología, la educación y la participación ciudadana. Uno de sus primeros actos fue la creación de la Secretaría de la No Violencia, una dependencia pionera en el país enfocada en la prevención de homicidios, la mediación de conflictos y la reconciliación territorial.
La dependencia fue diseñada para coordinar la prevención de violencia, justicia restaurativa e inclusión de víctimas y grupos reincorporados, con dos subsecretarías especializadas: Justicia Restaurativa y Construcción de Paz Territorial.
Los nombramientos en su administración generaron críticas al incluir a varias personas vinculadas políticamente con su movimiento Independientes. Estas designaciones fueron señaladas como ejemplos de parcialidad y falta de experiencia técnica.
Uno de los nombramientos más debatidos fue el de Esteban Restrepo, jefe de campaña de Quintero, quien fue nombrado secretario de Gobierno. La oposición y medios independientes criticaron este cargo, señalando que reforzaba redes de lealtades personales y politización del gabinete, en lugar de privilegiar criterios institucionales o técnicos.
También se registraron múltiples renuncias y rotaciones inusuales durante su mandato. Según medios como El Colombiano, más de nueve secretarios renunciaron entre 2022 y 2023 para integrarse a campañas políticas —incluyendo a Gustavo Petro— mientras que el gabinete en general registró más de 113 cambios en cargos de alta dirección, generando cuestionamientos sobre la estabilidad institucional y la reputación de la administración.

### Seguridad y convivencia
Durante su mandato, Quintero presentó el robot vigilante conocido como «Robocop», un sistema móvil con cámaras inteligentes, reconocimiento de placas y predicción del delito, diseñado para operar de forma continua mediante energía solar. Aunque fue anunciado como una solución innovadora para prevenir delitos, un informe de El Colombiano señaló que, tras su implementación, los indicadores de hurto a personas y homicidios no mostraron una reducción significativa. También otros reportes cuestionaron el costo elevado del sistema, su uso para sancionar conductas menores como arrojar basura y su baja efectividad real frente a delitos de alto impacto.
Uno de los proyectos más destacados fue la creación del «Comando Especializado contra el Homicidio», una estructura articulada entre la Policía Metropolitana, la Fiscalía y la Secretaría de la No Violencia. Esta estrategia buscó combinar vigilancia tecnológica con mediación social, especialmente orientada a jóvenes en riesgo. Según la Alcaldía, esta iniciativa produjo más de 100 capturas entre 2022 y 2023, con una tasa de esclarecimiento cercano al 50 % de los casos en esos años.
Los resultados en materia de homicidios fueron mixtos durante la alcaldía de Daniel Quintero. Si bien en 2022 hubo una reducción del 5 % respecto a 2021, aún se registraron 389 muertes violentas en Medellín. Las comunas más afectadas fueron la 10 La Candelaria con 75 casos, seguida por la comuna 7 Robledo con 34, comuna 4 Aranjuez con 32 y comuna 13 San Javier con 29 casos.
La administración argumentó que era el periodo con menor violencia homicida de las últimas décadas, con tasas cercanas a 15 por cada 100 000 habitantes y un nivel de esclarecimiento que superaba el 48 % de los casos. Sin embargo, analistas independientes y medios señalaron que la reducción de homicidios durante la alcaldía no respondió directamente a medidas estatales sino a pactos entre bandas criminales, lo que permitió el mantenimiento de estructuras delictivas consolidadas en varios barrios, incluso tras acciones oficiales de recuperación.
La relación entre la Alcaldía y la Policía Nacional atravesó momentos de tensión durante el Paro Nacional de 2021. Aunque el municipio mantuvo convenios operativos y aumentó el equipamiento policial incluyendo refuerzos del Ejército y el despliegue en puntos críticos como la Comuna 8 Villa Hermosa, Quintero rechazó públicamente algunas intervenciones de la fuerza pública. En varios mensajes exhortó a la Policía a no usar el ESMAD en marchas pacíficas y denunció la infiltración de «atracadores» durante las manifestaciones.
Según fuentes de la Alcaldía, el presidente del Comando Operativo no acató instrucciones previas que exigían coordinación institucional, lo que generó un distanciamiento con la Policía Metropolitana. En respuesta a hechos violentos durante el 1 de mayo, Quintero pidió el retiro del Ejército y llamó a no recurrir al uso de fuerza desmedida mientras defendía el derecho a la protesta.
En sectores como comuna 16 Belén, comuna 13 San Javier y comuna 7 Robledo, se implementaron proyectos de intervención social con inversión en infraestructura comunitaria, redes de cuidado y programas para desvincular a jóvenes de economías ilegales. Sin embargo, diversos informes muestran que el control territorial de organizaciones criminales persistía, incluso con posibles niveles de cooptación institucional en algunas zonas.

### Acceso a la educación y transformación digital
Durante la administración de Daniel Quintero Calle, se impulsaron políticas educativas con fuerte énfasis en cobertura, gratuidad y equipamiento tecnológico, bajo el marco discursivo del Valle del Software. Una de las iniciativas más destacadas fue el programa de Matrícula Cero, que inició durante la pandemia de COVID-19 con la gratuidad en la Universidad de Antioquia y posteriormente se extendió a todas las instituciones públicas de educación superior en Medellín en 2022, beneficiando a más de 41 000 estudiantes. El Concejo de Medellín también aprobó una medida que reservaba un 30 % de las matrículas para personas transexuales o no binarias.
Como complemento, se implementó el programa Computadores Futuro, orientado a entregar equipos tecnológicos a estudiantes de grados 8.º a 10.º. Se invirtieron 80 000 millones de pesos y se entregaron cerca de 70 000 computadores, de los cuales 65 000 fueron distribuidos hasta diciembre de 2022. El 19 de octubre de ese año, la ciudad obtuvo un Guinness World Record por realizar la clase de software presencial más grande del mundo con más de 3 000 estudiantes beneficiarios del programa.
Sin embargo, el componente educativo más controvertido fue el programa Buen Comienzo, que recibió una inversión sin precedentes —de 370 000 millones COP en 2020 a 800 000 millones en 2021— pero se vio empañado por cuestionamientos a la contratación, exclusiones de operadores históricos y vínculos con figuras cercanas al grupo político de Óscar Suárez Mira. La Fiscalía imputó cargos por corrupción contra altos funcionarios como la secretaria de educación Alexandra Agudelo y la exdirectora de Buen Comienzo, Lina María Gil, quienes fueron cobijadas con medida de aseguramiento domiciliaria.
También se denunciaron disminuciones en la calidad del servicio, reducción en el número de beneficiarios y falta de pagos a operadores, a pesar del incremento presupuestal. La Contraloría reportó hallazgos fiscales por cerca de 3 000 millones de pesos.

### Modelo de ciudad y confrontación con el poder empresarial
Uno de los ejes discursivos más visibles de la administración de Quintero fue su propuesta de transformar a Medellín en un Valle del Software y convertirla en Distrito Especial de Ciencia, Tecnología e Innovación. Esta narrativa fue planteada como parte de una ruptura con el modelo de desarrollo económico basado en los grandes grupos empresariales de la ciudad, particularmente el extinto Grupo Empresarial Antioqueño –GEA–. Su propuesta incluyó la expansión del sector tecnología e innovación a través de inversiones en la Agencia de Educación Postsecundaria de Medellín Sapiencia, Ruta N y otras entidades, así como la consolidación de la Ciudadela Universitaria de Occidente y el impulso de plataformas de educación en línea, becas tecnológicas y empleo juvenil en sectores de subcontratación de procesos de negocios.
Quintero también propuso una reforma a la Constitución para que Medellín fuese reconocida como Distrito Especial, la cual fue aprobada por el Congreso mediante el Acto Legislativo 01 de 2021.
Sin embargo, su confrontación con el GEA se convirtió en uno de los conflictos políticos más notorios de su administración. En entrevistas, Quintero acusó a los administradores del GEA de actuar como «pseudodueños» de empresas que en realidad pertenecían a miles de accionistas. Según su narrativa, el GEA ejercía control sobre la contratación estatal a través de medios y fundaciones, y excluía a sectores ciudadanos de la toma de decisiones.
También denunció presiones de figuras políticas nacionales como el expresidente Álvaro Uribe y el exalcalde Sergio Fajardo. Durante su campaña, aseguró haber sido víctima de dos intentos de asesinato que fueron frustrados por la Policía.
Estas confrontaciones ideológicas fueron acompañadas por decisiones administrativas que generaron rupturas con el modelo institucional tradicional de Medellín. Según sus críticos, se trató de una estrategia deliberada de reconfiguración del poder local, apoyada en alianzas políticas emergentes, entre ellas sectores del movimiento Colombia Humana y el Pacto Histórico, con quienes mantuvo afinidades durante su mandato.
En 2020, la administración de Quintero recibió un puntaje de 97.7 sobre 100 en desempeño institucional por parte del Departamento Administrativo de la Función Pública, posicionando a Medellín como la primera en el escalafón nacional de gestión pública. Esta evaluación fue usada por la alcaldía como evidencia de eficiencia y transformación institucional.

### Infraestructura y movilidad: Metro ligero de la 80
Una de las principales promesas de campaña de Quintero fue la expansión del sistema de transporte público masivo mediante la construcción del Metro ligero de la avenida 80, una nueva línea férrea para complementar la red del Metro de Medellín. La propuesta fue inicialmente criticada por sus contrincantes Alfredo Ramos y Santiago Gómez, quienes la consideraron inviable y defendieron modelos basados en bus de tránsito rápido.
En 2020, la administración de Quintero logró asegurar la cofinanciación del proyecto con el Gobierno Nacional de Iván Duque, que comprometió 2,7 billones de pesos mediante vigencias futuras, formalizadas en el documento CONPES 4003 de 2020.
En octubre de 2022, se adjudicó el contrato por 3,5 billones de pesos a la unión temporal conformada por CRRC (Hong Kong) Co. Limited, Mota–Engil Sucursal Colombia y Mota–Engil Colombia SAS. Esta última, de origen portugués, había estado involucrada en un escándalo nacional por el incumplimiento en la construcción de 248 colegios, razón por la cual la licitación generó controversia.
Aunque el alcalde manifestó no estar de acuerdo con que hubiera un solo oferente, el proceso no se declaró desierto porque la empresa cumplía con los requisitos establecidos. Investigaciones nacionales e internacionales no hallaron inhabilidades jurídicas que impidieran su participación.
Críticas adicionales se centraron en la proyección presupuestal inicial, elaborada antes de la pandemia de COVID-19 y con un dólar cercano a los $3 000 COP/USD. Estas condiciones afectaron el precio de insumos como el acero y los componentes electrónicos, aunque el 80 % del proyecto sería financiado por la Nación y su valor puede ajustarse por indexación de rentas.

### Gestión pública y reconfiguración institucional
Durante el gobierno de Quintero, varios entes descentralizados y de apoyo del municipio experimentaron reestructuraciones administrativas, cambios de liderazgo abruptos y señalamientos por presunta instrumentalización política. Estas transformaciones fueron interpretadas por sus críticos como parte de una estrategia de consolidación del control institucional.
En Ruta N, entidad encargada de promover el desarrollo en ciencia, tecnología e innovación, la administración solicitó la renuncia del director Juan Andrés Vásquez en 2020, sin previo acuerdo con la junta directiva. Esto motivó la renuncia masiva de ocho de sus miembros como protesta por lo que calificaron como una vulneración del gobierno corporativo. Quintero defendió el cambio afirmando que buscaba un gerente más cercano a la administración.
El nuevo director, Iván Castaño, firmó en diez meses contratos por más de 15 700 millones de pesos, incluyendo 1 300 millones en publicidad y mercadeo. En 2023, la Fiscalía abrió investigación por denuncias de cobros ilegales del 10 % del valor de los contratos a cambio del desembolso total.
En el Hospital General de Medellín, se modificaron los estatutos para permitir incrementos contractuales hasta del 50 % sin concurso abierto. Además, se promovió la afiliación de personal a sindicatos como Famysalud, Prodesa y Sindisalud como requisito para continuar laborando. Estos sindicatos gestionaban la tercerización de servicios mediante contratación directa, lo que abrió la puerta a denuncias por sobrecostos, pérdida de autonomía institucional y relaciones con sectores políticos externos como la familia Char de Barranquilla.
El gerente del hospital, Mario Fernando Córdoba, negó en un debate en el Concejo de Medellín que se hubieran cometido irregularidades y aseguró que todo contrato estaba sujeto a control fiscal.
En Telemedellín, el canal público de la ciudad, se denunciaron múltiples contrataciones con medios alternativos afines al Pacto Histórico, entre ellos la Federación Internacional de Prensa de los Pueblos –FIPU–, liderada por Alejandro Toro, luego elegido congresista. También se vinculó a Hollman Morris y José Salvador, ambos relacionados con sectores aliados del gobierno nacional.
La gerencia del canal cambió cuatro veces en tres años, y uno de sus directores, Deninson Mendoza, renunció para aspirar a la alcaldía de Cali por el mismo movimiento político de Quintero. Bajo su dirección, se contrató pauta con medios del Valle del Cauca, como la cuenta de Twitter Twitteros Cali.
A través del canal también se firmó un contrato con Alfaro Comunicaciones, empresa del estratega político Amauri Chamorro, para mejorar la imagen del alcalde tras la crisis de Hidroituango.

### Relación con medios de comunicación
Durante su mandato, Quintero mantuvo una relación tensa y conflictiva con varios medios de comunicación tradicionales, en particular con El Colombiano, al que acusó en reiteradas ocasiones de hacer parte de una supuesta alianza de desinformación junto con políticos del uribismo y del Grupo Empresarial Antioqueño –GEA–. También cuestionó a Semana por supuestas manipulaciones editoriales, y al diario El Tiempo por su cubrimiento de las decisiones en EPM.
La administración priorizó la contratación de pauta oficial con medios comunitarios, alternativos y digitales, entre ellos la Federación Internacional de Prensa de los Pueblos –FIPU–, mientras excluía a varios medios tradicionales. Esto generó cuestionamientos por posible discriminación informativa y uso partidista de la pauta institucional.
Organizaciones como la Fundación para la Libertad de Prensa –FLIP– advirtieron sobre un «clima de hostilidad» hacia el periodismo en Medellín, denunciando presiones a periodistas, estigmatizaciones desde cuentas institucionales y uso de recursos públicos para influenciar la opinión pública.
En respuesta, la administración sostuvo que su política de comunicaciones buscaba democratizar el acceso a la pauta y visibilizar voces excluidas del ecosistema mediático tradicional. También afirmó que varios medios actuaban como actores políticos y no como observadores imparciales, en el marco de un conflicto de intereses con el modelo de gobierno propuesto.

### Controversias judiciales y administrativas
Durante su alcaldía, Daniel Quintero enfrentó diversas investigaciones en órganos de control fiscal, disciplinario y penal, relacionadas con decisiones administrativas, contratación pública, y uso de recursos.
La Fiscalía General de la Nación imputó cargos por corrupción a altos funcionarios de su administración en programas como Buen Comienzo, incluyendo a la secretaria de Educación, Alexandra Agudelo, y a la exdirectora del programa, Lina Gil, por presuntas irregularidades contractuales.
En 2022, el alcalde y otros funcionarios fueron denunciados por un presunto detrimento patrimonial de 8 000 millones de pesos colombianos relacionado con pagos anticipados sin justificación a contratistas del programa Computadores Futuro. La Contraloría abrió indagación preliminar, mientras que la Procuraduría inició vigilancia especial al proceso de contratación.
En paralelo, se cuestionó el uso del «fondo fijo del despacho del alcalde», supuestamente utilizado para pagar eventos privados y gastos personales. La Personería y la Contraloría iniciaron investigaciones por presunto uso indebido de recursos, y el caso fue denunciado por concejales y medios.
Otro caso señalado fue la contratación del Jardín Botánico de Medellín, donde se suscribieron convenios con personas naturales y jurídicas cercanas a la administración, sin procesos abiertos de selección. El medio digital Vorágine denunció posibles vínculos entre estos contratos y operadores favorecidos en otros programas municipales.
La chatarrización de vehículos oficiales sin autorización del Concejo de Medellín fue otro episodio polémico. La Secretaría de Suministros vendió como chatarra automotores en estado funcional, lo cual generó cuestionamientos por parte de veedurías ciudadanas y fue objeto de debate en medios y el Concejo.
También se investigaron contratos de pauta institucional con medios digitales y periodistas aliados del alcalde, como los firmados por Telemedellín con colectivos e influenciadores que promovían la gestión de Quintero en redes sociales. Aunque estos contratos eran legales, suscitaron debates éticos sobre el uso de recursos públicos para propaganda institucional.
Finalmente, la administración fue acusada de obstaculizar deliberadamente la información pública, al dificultar el acceso a datos de contratación, gastos de publicidad y convenios interadministrativos. Organizaciones como Funcicar y Medellín Cómo Vamos registraron retrocesos en los niveles de transparencia activa y presupuestal, en comparación con administraciones anteriores.

### Suspensión por participación en política electoral
En mayo de 2022, la Procuraduría General de la Nación suspendió provisionalmente a Daniel Quintero por presunta participación indebida en política, luego de que publicara en redes sociales un video en el que aparecía en un vehículo accionando la palanca de cambios y diciendo la frase «el cambio en primera», en alusión implícita a la campaña presidencial de Gustavo Petro.
La decisión generó una amplia controversia jurídica y política. Quintero calificó la medida como un «golpe de Estado local» y denunció que sectores del uribismo y del empresariado buscaban impedir su participación indirecta en la contienda presidencial.
Organismos internacionales como la Comisión Interamericana de Derechos Humanos –CIDH– y la ONU señalaron que la sanción disciplinaria impuesta por un órgano administrativo podría violar derechos políticos fundamentales. La Corte Interamericana ya había sentado jurisprudencia contraria en el caso Petro vs. Colombia.
El Gobierno Nacional designó como alcalde encargado a Juan Camilo Restrepo, quien tuvo roces con sectores afines a Quintero. El alcalde suspendido permaneció fuera del cargo durante tres semanas, hasta que el Tribunal Superior de Medellín ordenó su restitución, al considerar que su retiro transitorio vulneraba derechos fundamentales sin que mediara sentencia judicial.

### Conflictos contractuales y manejo de recursos
La administración de Quintero fue objeto de múltiples controversias relacionadas con la contratación pública, en particular por presuntos sobrecostos, selección directa de contratistas y favorecimiento a organizaciones cercanas a su movimiento político.
Uno de los casos más sonados fue el programa Buen Comienzo, donde la Fiscalía imputó cargos a la secretaria de Educación y a otros funcionarios por supuestas irregularidades en la contratación de operadores, falta de estudios previos y pagos sin cumplimiento de requisitos legales.
Asimismo, el programa Computadores Futuro fue objeto de reversazos y revisiones tras denuncias de anticipos multimillonarios sin garantías suficientes. Aunque el alcalde defendió la iniciativa como parte de una estrategia de equidad digital, la Procuraduría y la Contraloría iniciaron vigilancia especial y el contrato fue suspendido de forma preventiva.
El canal público Telemedellín también fue señalado por celebrar contratos con medios y colectivos cercanos al alcalde, sin convocatorias abiertas ni criterios técnicos. Aunque la administración argumentó que estos convenios buscaban promover la comunicación comunitaria y alternativa, varios observadores denunciaron una estrategia de propaganda oficial sostenida con recursos públicos.
Otros casos relevantes incluyeron convenios suscritos por el Jardín Botánico, sin convocatorias públicas, y operaciones en el Hospital General, donde sindicatos de tercerización como Prodesa y Famysalud concentraron contratos sin pasar por concurso abierto. Estas prácticas fueron calificadas por opositores como formas de «clientelismo progresista» o «captura institucional» mediante mecanismos legales pero opacos.
Quintero sostuvo que los cambios contractuales buscaban democratizar el acceso a recursos del Estado, corregir prácticas de concentración en grandes operadores, y redistribuir oportunidades hacia sectores históricamente excluidos. No obstante, los organismos de control y varios medios de comunicación señalaron que tales acciones favorecieron la creación de nuevas redes clientelares y opacaron los mecanismos de transparencia.

## Reconocimientos
Fue condecorado en 2019 por el Ejército Nacional y recibió la Orden Carlos Lemos Simmonds a la transparencia.

## Imputación de cargos
El 22 de abril de 2025, un juez avaló la imputación de cargos presentada por la Fiscalía el 8 de abril del mismo año contra Quintero y diez exfuncionarios de su administración, por los presuntos delitos de peculado por apropiación en favor de terceros, interés indebido en la celebración de contratos y prevaricato por acción, en el marco del caso Aguas Vivas. Quintero y los demás acusados se declararon inocentes.

## Amenazas de muerte
En la fase de candidato a la alcaldía municipal de Medellín en 2019, se dieron amenazas de muerte en contra suya por parte de, al parecer, sectores de la delincuencia común. En el 2021 en mayo en las protestas que sufrió el país, le mandan una carta de amenazas de grupos criminales, el dice que es del grupo de revocatoria pero el tema está en investigación.

## Controversias

### Izada de bandera colombiana en la isla Santa Rosa, Perú
En agosto de 2025, durante una escalada de tensiones diplomáticas entre Colombia y Perú en torno a la isla Santa Rosa, el político colombiano Daniel Quintero izó una bandera de Colombia en ese territorio. Según señaló en un video publicado en sus redes sociales, lo hizo como un gesto de defensa del Amazonas y de la integridad territorial del país.
El Congreso de Perú respondió aprobando por unanimidad una moción que lo declaró persona non grata y rechazó su acción como una afrenta a la soberanía peruana.
El legislador Héctor Valer presentó además una denuncia penal ante el Ministerio Público por «alteración de hitos fronterizos» y «provocación deliberada».

### Interrupción del Congreso Empresarial de la ANDI con bandera palestina
En agosto de 2025, durante el Congreso Empresarial Colombiano organizado por la ANDI en Cartagena, Daniel Quintero ingresó al escenario sin haber sido invitado y portando una bandera palestina, interrumpiendo la intervención del exministro Mauricio Cárdenas. Su presencia generó abucheos de los asistentes, quienes gritaron «¡fuera!», mientras varios precandidatos expresaron su indignación.
Desde sus redes sociales, Quintero justificó la acción señalando que tanto él como el presidente Gustavo Petro habían sido «censurados» por oponerse a la guerra en Gaza y a la venta de carbón a Israel. Estas declaraciones suscitaron críticas incluso desde sectores de izquierda, que lo acusaron de hacer un uso oportunista del sufrimiento palestino para ganar visibilidad política.